# Talíř

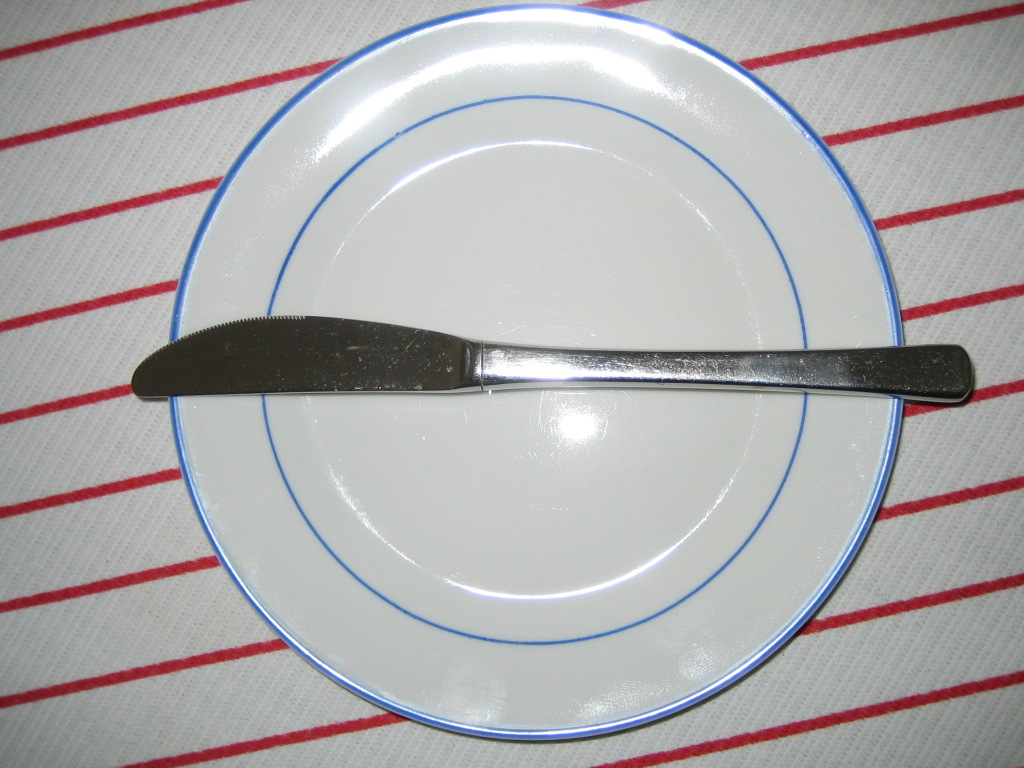
Talíř s příborovým nožem

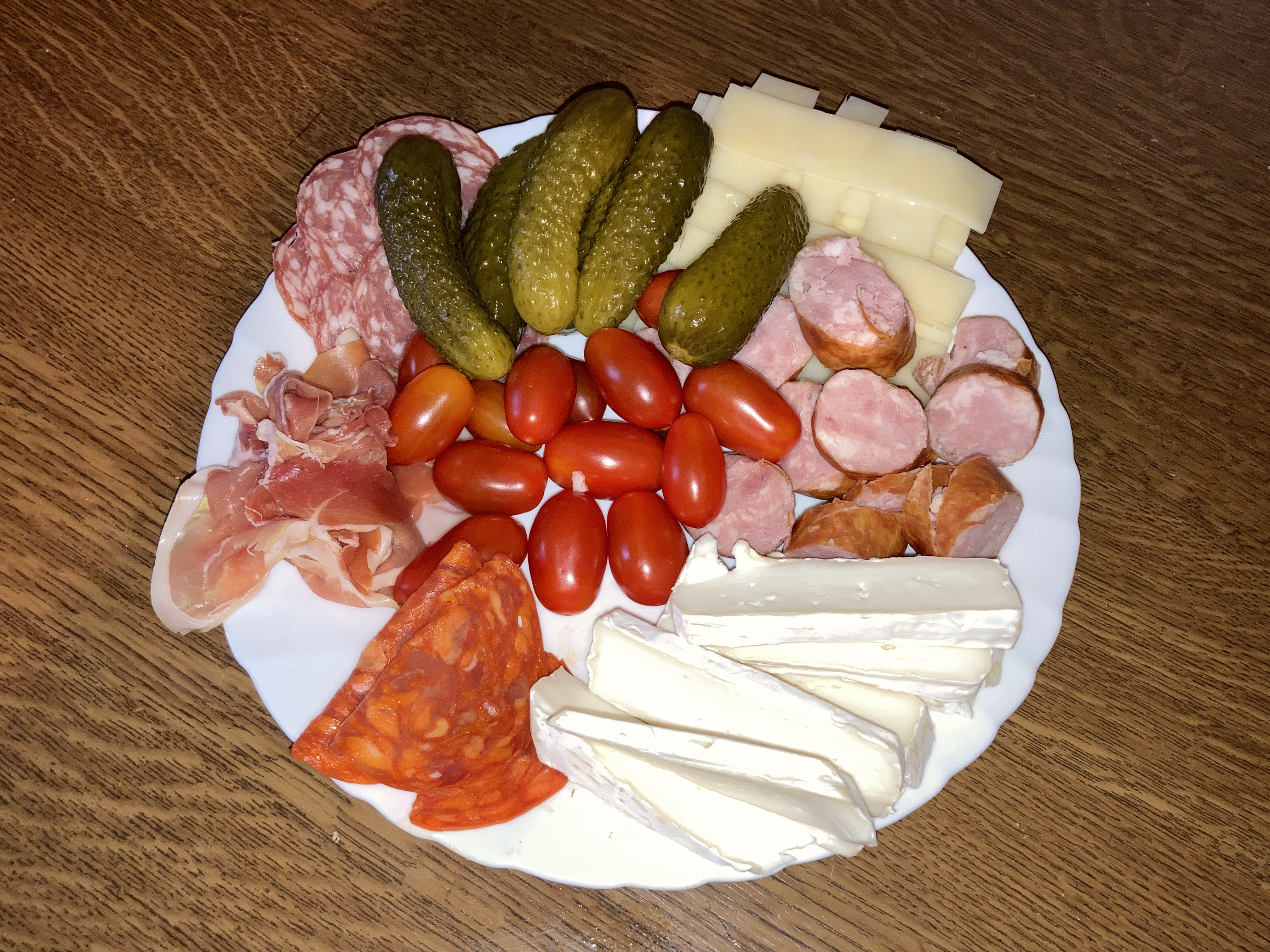
Obložený talíř

Talíř (z něm. Teller, to z franc. tailloir, od tailler, krájet, původně prkénko na krájení jídla) je jídelní nádobí, obvykle okrouhlá miska s plochým okrajem, na niž se podává jídlo. Od mísy se ale talíř liší právě svým do plocha zalomeným okrajem, který miska nemá. Vyrábí se z porcelánu, skla, keramických materiálů, plastických hmot a jiných materiálů.

## Historie
Talíře se rozšířily v Evropě z Francie a z Itálie počínaje 14. stoletím současně s malovanou keramikou a postupně nahradily starší hliněné nebo dřevěné misky a prkénka. Od 19. století se porcelánové talíře staly samozřejmou součástí jídelního nádobí každé domácnosti, v současnosti se objevují i talíře z umělých hmot nebo z papíru, často na jediné použití.

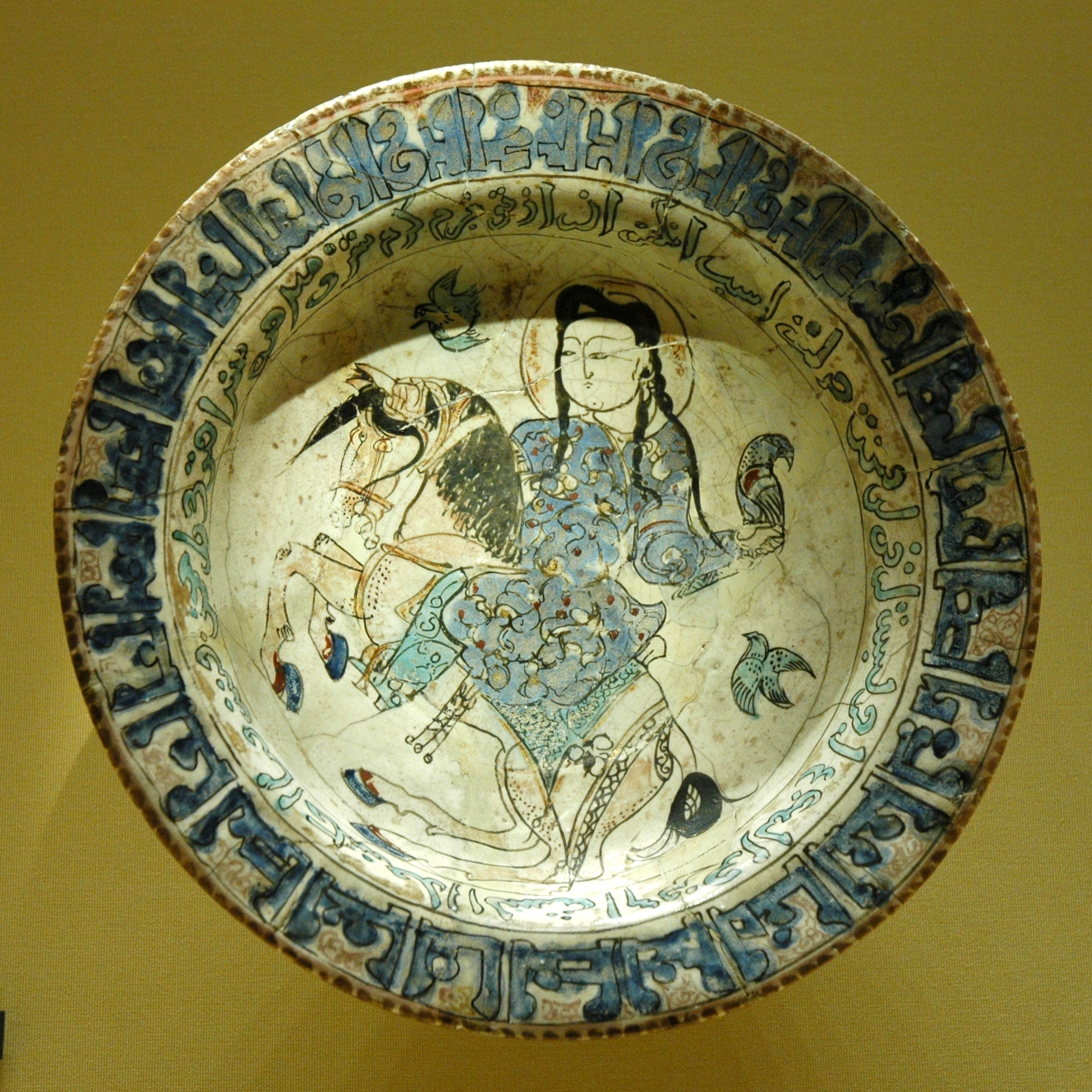
Ozdobný majolikový talíř (Írán, 13. stol.)

## Druhy talířů
Obvykle se rozlišuje:
- Předkládací talíř, též mísa – společný talíř pro všechny strávníky na rautech
- Servírovací talíř, spodní plytký talíř na nějž se při slavnostních událostech servírují ostatní talíře s chody
- Předkrmový talíř na předkrm
- Hluboký talíř na polévku
- Mělký talíř na hlavní jídlo
- Kardinálský klobouk hluboký talíř s polokulovitým dnem a širokým vodorovným okrajem, slouží na hlavní jídlo, které se nemusí krájet nožem, například těstoviny
- Dezertní talíř
- Talířek nebo podšálek pod hrnek na čaj a na kávu.

Malované dekorativní talíře z keramiky (např. majolika) či z porcelánu se užívají jako ozdobné nebo upomínkové předměty a věší se na stěnu.